# Allium junceum
Allium junceum — вид трав'янистих рослин родини амарилісові (Amaryllidaceae), зростає на Родосі (Греція), Кіпрі, Туреччині.

## Опис
Цибулина яйцеподібна, 0.7–1.5 см; зовнішні оболонки врешті розбиваються на волокна. Стебло 8–25 см. Листки ниткоподібні, 1–2 мм завширшки, коротші від стебла. Зонтик круглястий, діаметром 1–2 см, квітконіжки нерівні, коротші від оцвітини. Оцвітина циліндрично-дзвоноподібна; сегменти рожево-бузкові чи пурпурні з блідими краями або без них, 6–7 мм, яйцеподібні, довгасті, гострі; зовнішні сегменти ± такі ж, як внутрішні чи коротші. Коробочка субкуляста, 3 мм, включена в оцвітину.

## Поширення
Зростає на Родосі (Греція), Кіпрі, Туреччині.
Населяє піщані та скелясті місця, сухі пасовища, гариги та скелі, часто на вапнякових утвореннях або магматичних схилах на висотах від 0 до 1000 м.

## Охорона
На Кіпрі вид трапляється в кількох заповідних зонах.